# 喬治·梅森大學
喬治·梅森大學（簡稱）是一間主校區位於美国弗吉尼亚州費爾法克斯的公立研究型大學，在州內還有三個分校區。該大學創建於1949年，當時是弗吉尼亚大学的一個分校，於1972年獨立。成立後發展迅速，已有兩名教員獲得诺贝尔经济学奖（都来自政治经济学领域，分别是1986年的詹姆斯·M·布坎南和2002年的弗农·史密斯）。

## 歷史

### 維吉尼亞大學分校（1949—1972）
1949年秋維吉尼亞大學決定在北維吉尼亞開設一個推廣教學中心，1950年冬正式開課。當時校址在阿靈頓縣华盛顿与李大学的校區內，到1952年末此校區已有1,192名學生，較之前年翻了一倍。
而弗吉尼亚州议会在1956年通過一項決議，正式決定在北維吉尼亞建立維吉尼亞大學的分校。1957年9月開課，共17名學生入學。首任校長為約翰·芬利（John Norville Gibson Finley），當時該校成為大學學院（University College）。
費爾法克斯後來捐出了150英畝（0.61平方）的土地，從而為該學院提供了新址。新校區的建造始於1960年，1964年開學。1959年維吉尼亞大學的董事會為此學院定名喬治·梅森學院（George Mason College），以紀念出身費爾法克斯的美國開國元勛喬治·梅森。1966年維吉尼亞州議會提出H33號法案，決定將此校區劃為獨立的四年制的、有頒發學位資格教育機構，同年3月1日正式生效。

### 喬治·梅森大學（1972—）

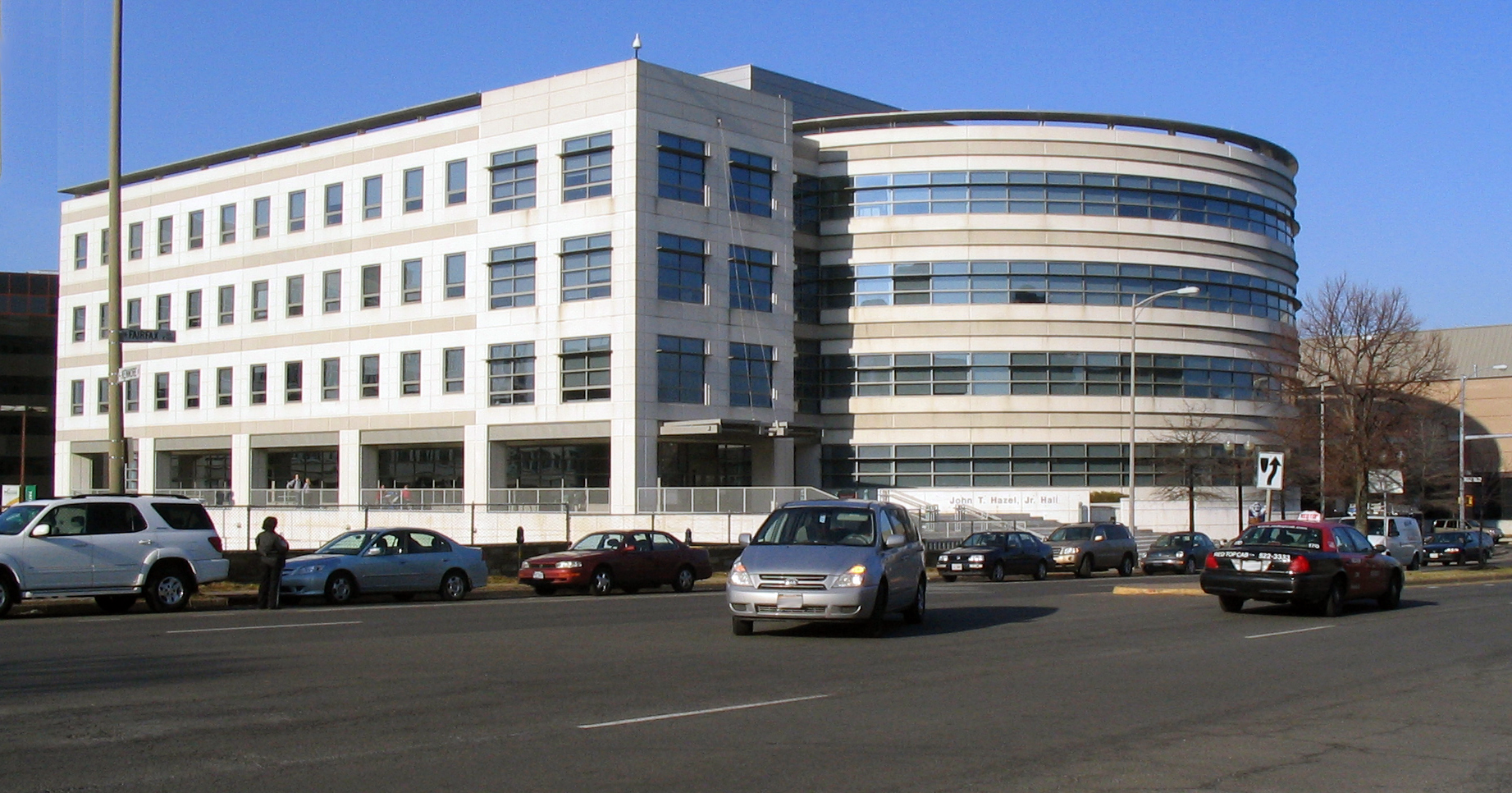
喬治·梅森大學法學院

1972年4月7日，喬治·梅森學院校監湯普森（Lorin A. Thompson）和校內一些人士與州長A·林伍德·霍爾頓會面，要求將喬治·梅森學院提升為大學，最終他們的目的隨著H210號州法案的簽署而達成。1979年4月獲得在阿靈頓的新校區及法學院，學生人數逐年增長，從1978年的10,767人翻倍到了1996年的24,368人。到2012年已超3萬人。

## 校區

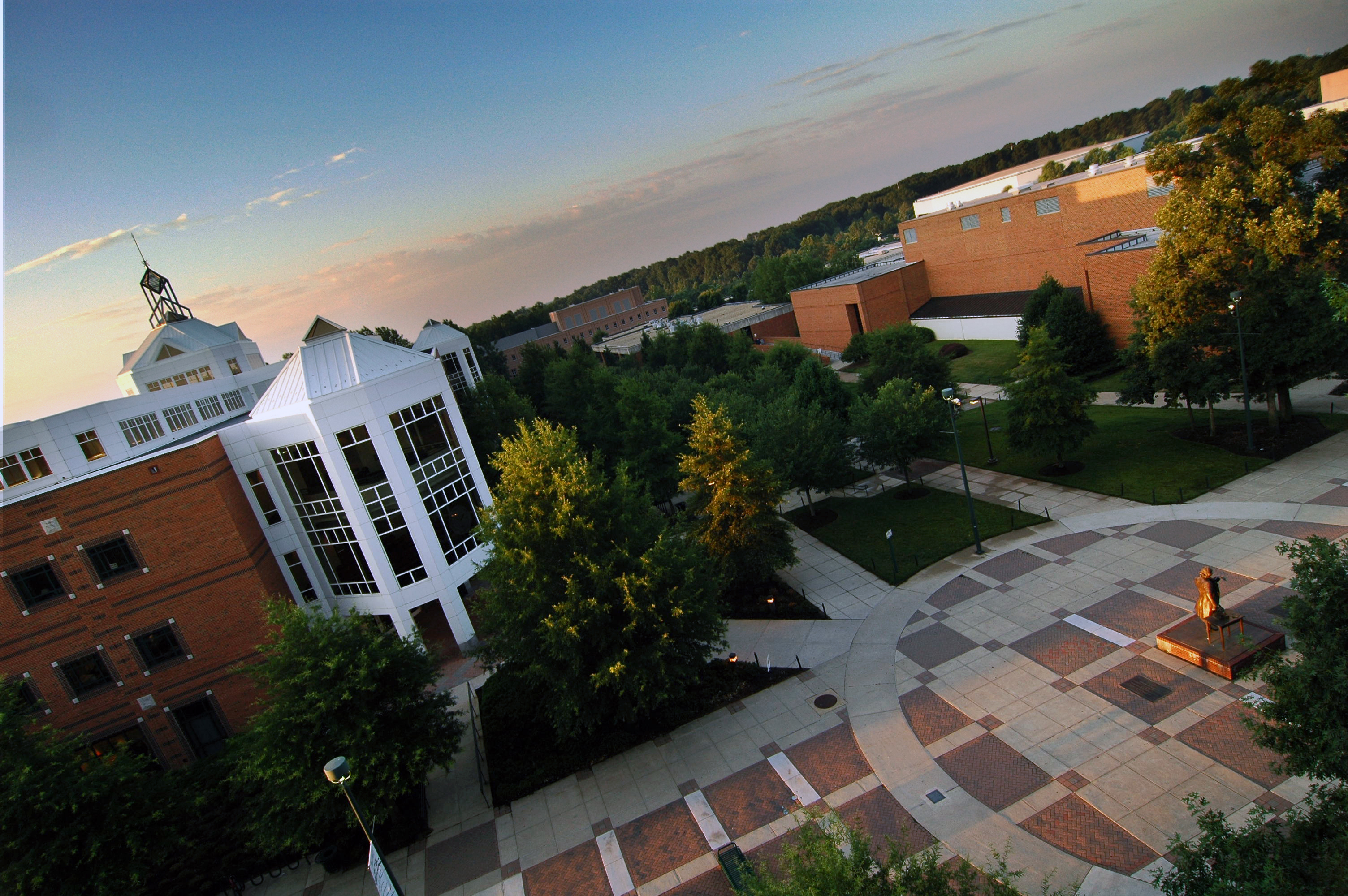
費爾法克斯的學生會建築約翰遜中心（Johnson Center）

該大學在美國國内有四個校區，全部位于維吉尼亞州内，即費爾法克斯、阿靈頓、馬納薩斯、弗兰特罗亚尔。
費爾法克斯校區位于費爾法克斯南方郊區喬治·梅森，面积677英畝（1.058平方英里），距離華盛頓特區20英里（32）。校區内有學生會建築約翰遜中心（Johnson Center）、音樂廳藝術中心（Center for the Arts）、體育館和天文臺等。
阿灵頓校区建立于1979年，面积5.2英畝（0.0081平方英里），距华盛顿市中心4英里（6.4）。法学院和国际关系学院位于此地。
馬納薩斯校区成立于1997年8月25日，面积134英畝（0.209平方英里）。生命科学和计算机系的学生在此上学。2015年4月23日校区的正式名称改做乔治·梅森大學科技校区（George Mason University Science and Technology Campus）。
弗兰特罗亚尔校区是乔治·梅森大学和史密森尼学会合办的校区，正式名称为史密森尼-梅森学院（Smithsonian-Mason School of Conservation），2011年6月动工，2012年8月启用。该校区旁边不远就是仙納度國家公園。

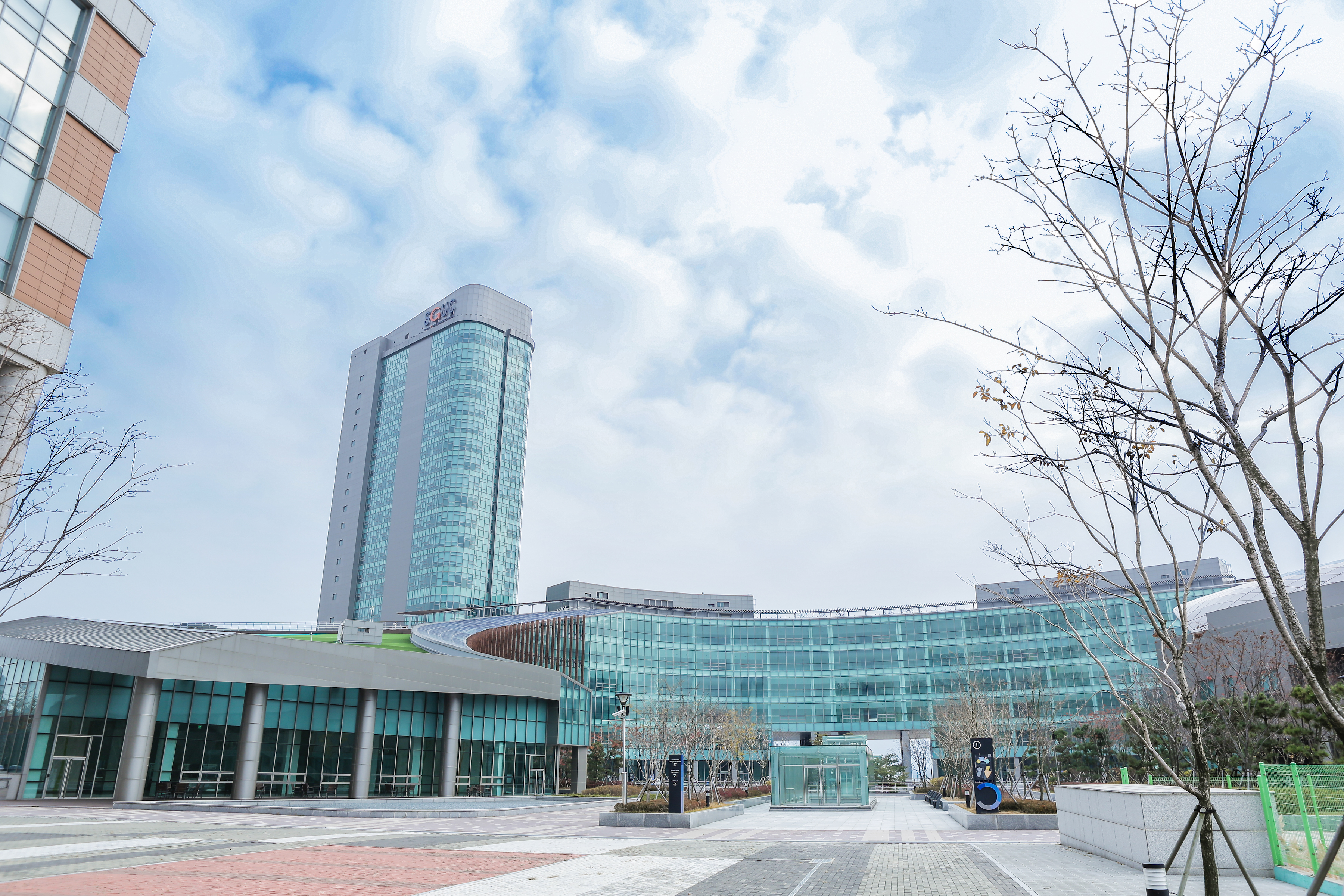
松岛校区数据中心及图书馆

此外在韓國的松島仁川自由经济区還有一個分校區。松岛校区建立于2014年3月，占地42,000英畝（66平方英里），距离首尔25英里（40）。该大学的一些学生可以在第四年到这里读书。因韩国政府在2009年为其投资了100万美金，所以在该校区开办的前几年中有校区设施的免费使用权。

## 學術
按卡内基高等学校分类法，该校屬於最高的R1類研究型大學。2018年《美國新聞與世界報道》將其列在全國大學排名中的第136位, 公立大學排名第67，其他排名也在全美200以内。法学院排在全国前42位。

## 外部連結
- 喬治梅森大學官方網站（页面存档备份，存于）